# Bankpakke 2
Bankpakken til den danske banksektor af januar 2009 eller bankpakke 2 (formelt kaldet kreditpakken) blev vedtaget den 3. februar 2009 og er efterfølgende ændret den 1. maj 2009. Formålet med bankpakke 2 er at mindske risikoen for at sunde virksomheder og husholdninger ikke kan få finansieret deres aktiviteter.
Bankpakke 2 er et lån på 100 milliarder kr. fra den danske stat til den danske banksektor med det formål at polstre sektoren, så den har råd til at låne penge ud. Af den 100 mia. kr. store kapitalindsprøjtning til finanssektoren, er 75 mia. kr. øremærket udlån til bankerne, mens resten er forbeholdt realkreditselskaberne. Pakken skal virke i tre år, dvs. frem til januar 2012. Renten er i gennemsnit 10 pct. om året. For at få optaget lånet har staten opstillet en række krav. Det indebærer bl.a. et forbud mod aktieoptioner, så længe der er statslig kapital involveret. Derudover må bankerne kun trække 50 % fra i skat af direktionens aflønning.
Alene kreditinstitutter, der opfylder lovens krav til solvens på 8 % mv., kan søge. Det enkelte kreditinstitut betaler en individuel aftalt rente for det statslige kapitalindskud.
Det er et krav, at de kreditinstitutter, der modtager statslige kapitalindskud, ikke strammer udlånspolitikken mere, end den almindelige konjunkturudvikling tilsiger under hensyn til, at institutterne samtidig skal drive en sund og ansvarlig forretning.

## Fodnoter
1. ↑  http://www.folketinget.dk/dokumenter/tingdok.aspx?/samling/20081/lovforslag/l102/index.htm (Webside+ikke+længere+tilgængelig) Lovforslaget
2. ↑  "Totalbanken.dk: Bankpakke 1 og 2". Arkiveret fra originalen 14. februar 2021. Hentet 2. september 2009.
3. ↑  www.dr.dk: Bankpakke til 100 mia. kr. på plads
4. ↑  "www.epn.dk: Statens hjælp bliver dyr for bankerne". Arkiveret fra originalen 19. januar 2009. Hentet 18. januar 2009.